# Северный крест (астеризм)

Северный крест показан зелёными линиями в пределах созвездия Лебедя (белый участок)

Се́верный Крест — видный астеризм в северном полушарии небесной сферы. Образован ярчайшими звёздами созвездия Лебедь — Денебом, Садром, Дженахом, Дельтой Лебедя и Альбирео. Имеет больший размер, чем более известный Южный Крест. «Навершие» креста, Денеб, также является частью астеризма Летне-осенний треугольник.
Видимость Северного Креста зависит от времени года. Летом в северных широтах он находится практически над головой около полуночи. В течение всей весны он виден рано утром на востоке. Осенью до ноября Северный Крест виден вечером на западе. На широтах выше 45° с. ш. он никогда не опускается под горизонт. В южном полушарии Северный Крест виден в перевёрнутом виде низко в небе в течение зимних месяцев.
В атласе звёздного неба Юлиуса Шиллера (1627) Альфа, Бета и Гамма Лебедя образовывали столб христианского креста, в то время как Дельта Лебедя и Дженах — его поперечину. Переменная звезда P Лебедя тогда считалась телом Христа.

## Звёзды, образующие Северный Крест
| Имя           | Обозначения Байера | Видимая звёздная величина | Светимость ({\displaystyle L_{\bigodot }}) | Спектральный класс | Расстояние (св. лет) |
| ------------- | ------------------ | ------------------------- | ------------------------------------------ | ------------------ | -------------------- |
| Денеб         | α Лебедя           | 1,25m                     | 7000                                       | A2                 | 3230                 |
| Дженах        | ε Лебедя           | 2,48m                     | 52                                         | K0III-IV           | 72                   |
| Дельта Лебедя | δ Лебедя           | 2,87m                     | 76                                         | B9 III + F1 V      | 170                  |
| Садр          | γ Лебедя           | 2,23m                     | 33                                         | F8 Iab             | 16,6                 |
| Альбирео      | β Лебедя           | 3,4m                      | 1200                                       | K2II               | 430                  |